# Otomino (przystanek kolejowy)
Otomino – przystanek osobowy w Otominie, w województwie pomorskim, w Polsce, położony na trasie linii nr 229 Pruszcz Gdański - Łeba. W latach 2022–2023 wybudowany przez PKP PLK w ramach bajpasu kartuskiego, otwarty 11 marca 2024.